# See No More
See No More è il primo singolo della carriera da solista di Joe Jonas, estratto dall'album Fastlife.
La canzone è stata scritta in collaborazione con Chris Brown ed è uscita il 3 giugno 2011.

## Video Musicale
Il video musicale è uscito il 29 giugno 2011 su E! news. Nel video si vede Joe in una casa che poi prenderà fuoco e lui che cammina in una strada mentre canta.

## Premi e nomination
See No More è stato candidato come "Best Break-up Song" ai 2011 Teen Choice Awards. La canzone ha perso, vedendo Back to December di Taylor Swift vincere nella propria categoria.

## Tracce
Promo - CD-Single Hollywood - (UMG)
1. See No More - 3:54

## Classifiche
| Classifica (2011)        | Posizione più alta |
| ------------------------ | ------------------ |
| Belgio (Fiandre)         | 15                 |
| Belgio (Vallonia)        | 15                 |
| Official Singles Chart   | 53                 |
| US Billboard Hot 100     | 92                 |
| US Pop Songs (Billboard) | 37                 |